# Messerschmitt Me 309Z
Messerschmitt Me 609 – projekt samolotu, którego główna koncepcja polegała na połączeniu dwóch myśliwców Me 309 w taki sposób, by powstał ciężki myśliwiec. Projekt powstał jako odpowiedź na określone w 1941 roku przez niemieckie ministerstwo lotnictwa wymagania dotyczące nowego myśliwca, który mógłby zastąpić samolot Bf 110.

## Historia
Przy projektowaniu Me 609 dla oszczędności czasu i środków wykorzystano jako podstawę zarzucony projekt samolotu Me 309. Niemal równocześnie w wytwórni Messerschmitta prowadzone były badania nad łączeniem w pary innych pojedynczych samolotów – tak powstały projekty dwukładłubowych Bf 109 Zwiling (połączenie dwóch samolotów Bf 109).
Zgodnie z planami Me 609 miały tworzyć dwa samoloty Me 309 połączone nowym centropłatem, do którego w czasie lotu miało być wciąganie podwozie. Ponieważ projekt zachowywał dla każdego kadłuba trzykołowe podwozie Me 309, powstawał samolot o niezbyt fortunnej sześciokołowej konstrukcji, która mogła owocować dużą awaryjnością.
Dla samolotu przewidywano zastosowanie w roli ciężkiego myśliwca lub małego, szybkiego bombowca, jednak ze względu na zaawansowane prace nad odrzutowym Me 262 stawiały pod znakiem zapytania sensowność kontynuowania badań nad samolotem z silnikiem tłokowym.
Jakkolwiek badania nad dwukadłubowymi Me 409 czy Me 609 nie wyszły w zasadzie poza stadium projektu, trzeba zaznaczyć, iż w okresie II wojny światowej w USA powstał samolot w takim samym układzie: North American P-82 Twin Mustang, który co prawda nie wszedł do użycia przed końcem wojny, był jednak wykorzystywany podczas wojny w Korei, jako jeden z ostatnich myśliwców o napędzie tłokowym, wykorzystywany przez lotnictwo USA.